# Helmdange
Helmdange (lb. Hielem, niem. Helmdingen) – wieś (Uertschaft) w środkowym Luksemburgu, w kantonie Mersch, w gminie Lorentzweiler. Do 3 października 2015 miejscowość leżała w dystrykcie Luksemburg. Liczy 760 mieszkańców (31 grudnia 2022). 